# Karl Jannuska

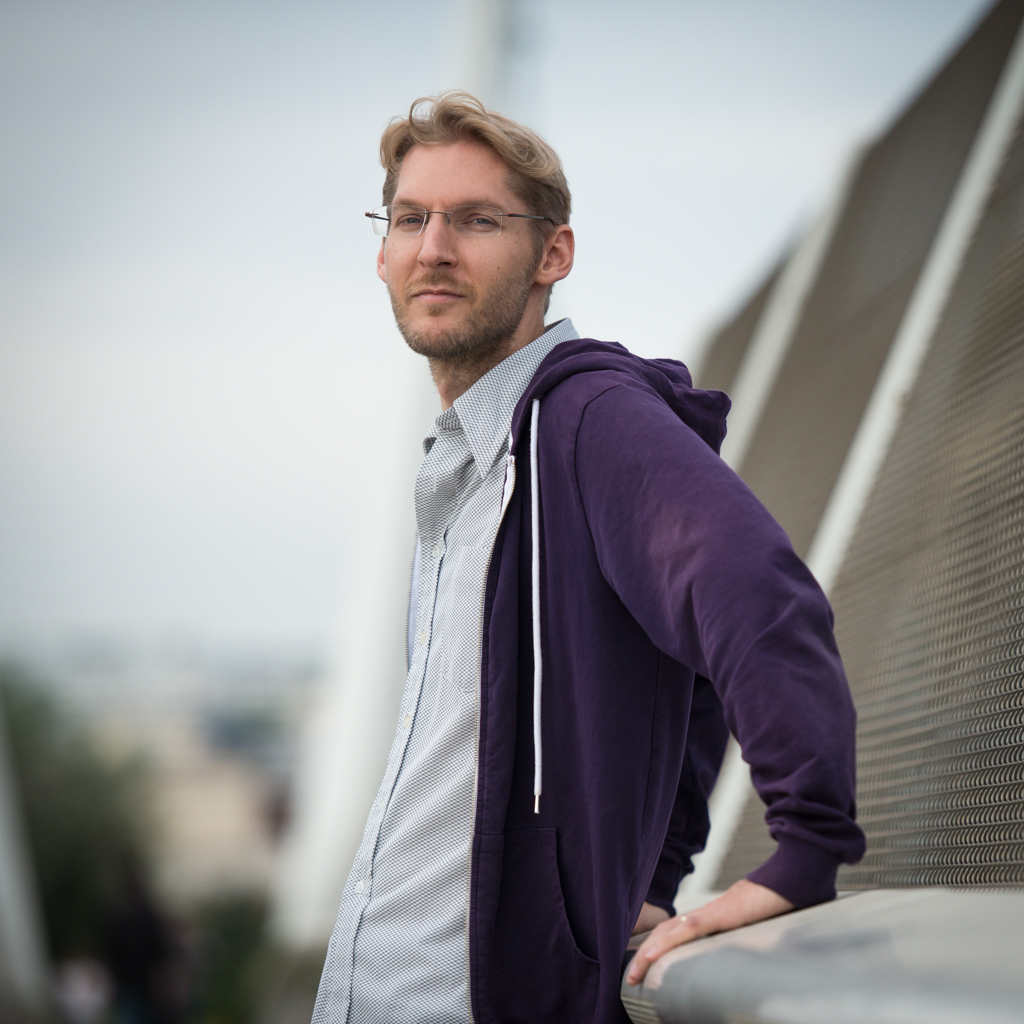
Karl Jannuska (2014)

Karl Jannuska (* 31. Dezember 1975 in Altona, Kanada) ist ein kanadischer Jazzmusiker (Schlagzeug, Komposition).

## Leben und Wirken
Jannuska fand schon früh seinen Weg in der Musik. Zunächst erhielt er Schlagzeugunterricht bei einem Highschool-Lehrer in Thompson, nach dem Umzug der Familie nach Brandon erhielt er Privatunterricht bei Brent Campbell, Jason Munroe und Doug Sullivan. 1993 zog er nach Montreal, um an der McGill University ein Bachelor-Studium als Jazz-Schlagzeuger zu absolvieren; dann zog er nach New York, um Unterricht bei Tom Rainey zu nehmen.
Wegen der Liebe zog er 2001 nach Paris, wo er seitdem zu Hause ist. Er ist einer der gefragten Schlagzeuger der französischen Jazzszene, der mit Musikern wie Kenny Wheeler, Lee Konitz, Kurt Rosenwinkel, Paolo Fresu, David Linx, Baptiste Trotignon, Stéphane Belmondo, Alain Jean-Marie, Randy Brecker, Enrico Pieranunzi, Brad Mehldau, Lionel Loueke, David Liebman, Bojan Z, Manuel Rocheman, Laurent Coq, Manu Codjia, Émile Parisien, François Moutin, Ben Monder, François Théberge, Yaron Herman, Ingrid Jensen, Franck Amsallem, Géraldine Laurent, Niels Lan Doky und Sara Lazarus. Er ist an mehr als 70 Aufnahmen beteiligt, etwa mit der Paris Jazz Big Band, Pierre de Bethmann, Sheila Jordan, Michel Donato, Olivier Bogé, Sophie Alour, Michael Felberbaum, Jean-Luc Fillon, Nicolas Kummert, Fredrika Stahl, Tony Paeleman, Tam de Villiers oder Sofie Sörman. Seit 2004 veröffentlichte er als Bandleader und Komponist unter eigenem Namen. Mit Christophe Panzani, Pierre Perchaud und Tony Paeleman spielte er in der Band The Watershed.  Auf seinen Alben Streaming (2010), The Halfway Tree (2012) und Midseason (2016) präsentierte er auch die kanadische Sängerin Sienna Dahlen, mit der er seit 2008 zusammenarbeitet.

## Preise und Auszeichnungen
Jannuskas Album Liberating Vibes wurde mit einem Opus-Preis als „Jazz- und Weltmusik-Aufnahme des Jahres“ ausgezeichnet. Er gewann außerdem beim Festival International de Jazz de Montréal 2004 den CBC Etoiles Galaxie Award für die beste Originalkomposition. 2011 und 2013 war er Semifinalist der International Songwriting Competition (ISC). 2012 wurde sein Album The Halfway Tree in der Mai-Ausgabe des Jazz Magazine mit einem Chock ausgezeichnet. An dem Album Somewhere von Nicolas Moreaux, das 2013 den Grand Prix Jazz der Académie Charles-Cros erhielt, war er als Sideman beteiligt.